# Vranov nad Dyjí (zámek)

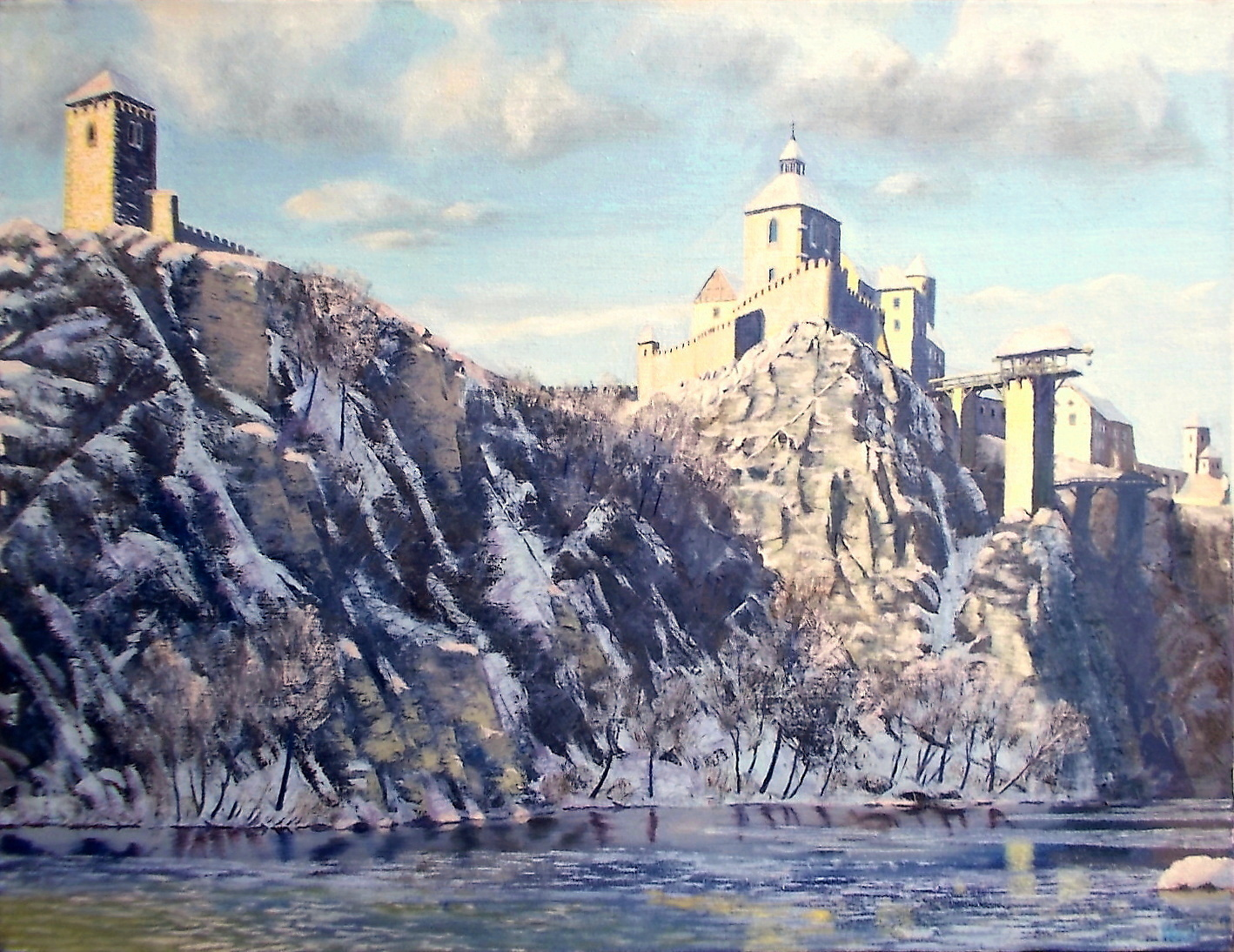
Zobrazení hradu v malířství: Hrad v zimě (malba na plátně, Lubomír Herc)

Zámek Vranov nad Dyjí je hrad přestavěný na barokní zámek ve Vranově nad Dyjí. Je v majetku České republiky a jeho správu zajišťuje Národní památkový ústav; je přístupný veřejnosti.

## Historie

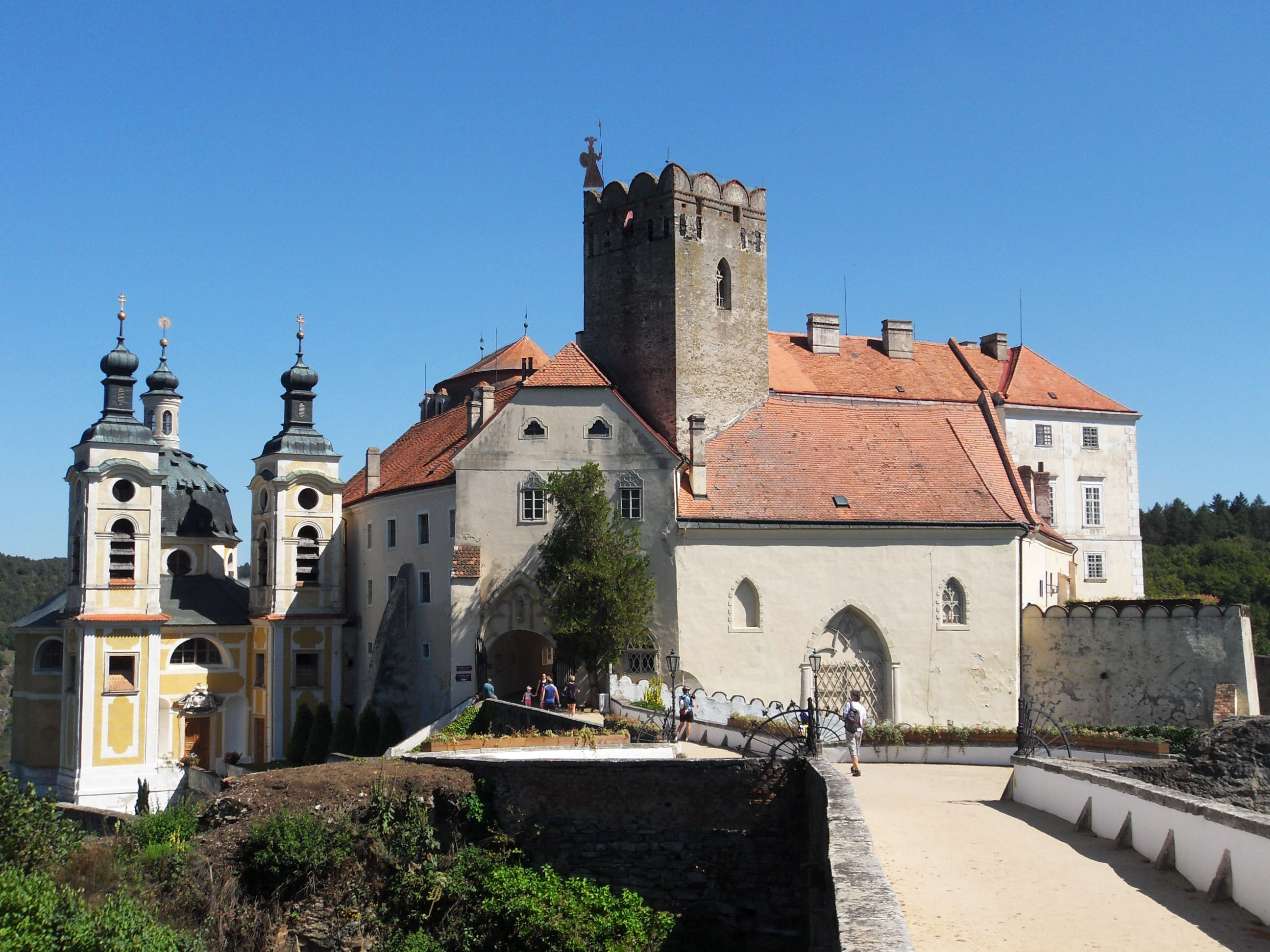
Vstup do zámku

Barokní zámek byl původně vybudovaný jako jeden z prvků podyjské obranné soustavy při jižní hranici země. První písemný doklad o jeho existenci najdeme už v Kosmově kronice (k roku 1100). Zpočátku to byl královský majetek. V roce 1323 směnil Jan Lucemburský Vranov a další vesnice v okolí za Tachov s Jindřichem z Lipé. V 15. století ho získal bohatý a mocný rod Lichtenburků, v průběhu 16. století se tu střídali v krátkých intervalech různí majitelé jako například Ditrichštejnové, Štrejnové ze Švarcenavy, Čertorejští, Meziříčtí z Lomnice ap. Za třicetileté války hrad obléhali a poškodili Švédové a zkázu pak dovršil rozsáhlý požár v roce 1665.
Po částečném zničení hradu v roce 1665 zahájili tehdejší majitelé Althannové podle plánů Johanna Bernharda Fischera z Erlachu přestavbu na barokní zámek. Architektonickým těžištěm zámku se stal Sál předků o rozměrech 25 × 15 × 15 m se sochami předků pánů z Althannu a freskou v kupoli od Johanna Michaela Rottmayra. Další součástí zámku je barokní zámecká kaple Nejsvětější Trojice z přelomu 17. a 18. století. Z nejstaršího období se dochovala pouze hradební zeď a tři věže. Další stavební úpravy následovaly ještě v 18. století (po roce 1724) za spoluúčasti Antona Erharda Martinelliho. V 18. stol. bylo upraveno i zámecké okolí na přírodní park s řadou drobných staveb.
V 19. století vlastnili vranovské dominium i se zámkem dva spřízněné rody polského původu: Mniszkové a Stadničtí, kteří se mimo jiné zaměřili na dovršení úprav krajinářského parku budovaného již za Althannů v druhé polovině 18. století. Za druhé světové války koupil zámek jako říšský konfiskát německý baron Gebhard von der Wense-Mörse. Po jejím skončení se zámek stal státním majetkem.

## Současnost
Jako majetek státu je zámek přístupný veřejnosti a jeho správu zajišťuje Národní památkový ústav. Dnešní návštěvnická instalace této národní kulturní památky nabízí prohlídku původních barokních interiérů sálu předků a kaple a dále více než 20 místností naznačujících kulturu vranovského bydlení z konce 18. a z celého 19. století. Zvláštní důraz je v nich položen na produkci proslulé vranovské továrny na kameninu, která v prvních dvou třetinách umělecky i technologicky ovlivňovala výrobu kameniny v českých zemích i za jejich hranicemi.

## Zámek ve filmu
Vranovský zámek se stal oblíbenou kulisou filmařů, vznikly zde filmy: 
- Nesmrtelná teta, ČR 1993, režie: Zdeněk Zelenka
- Císařovy nové šaty, ČR/Německo 1994,  režie: Juraj Herz
- Andělská tvář, ČR 2002, režie: Zdeněk Troška

Vznikal zde i americký film XXx (2002), České televize zde natáčela pořady Kde bydlely princezny, O poklad Anežky České, Toulavá kamera, Kluci v akci.